# کرنگاچا (پریبوی)
کرنگاچا (به صربی: Krnjača) یک منطقهٔ مسکونی در صربستان است که در پریبوی واقع شده‌است. کرنگاچا ۱۴۹ نفر جمعیت دارد و ۱٬۱۹۳ متر بالاتر از سطح دریا واقع شده‌است.